# جتين زيبيك
جتين زيبيك (بالتركية: Çetin Zeybek)‏ هو لاعب كرة قدم تركي في مركز الوسط، ولد في 12 سبتمبر 1932 في باندرمة في تركيا، وتوفي بنفس المكان في 10 نوفمبر 1990. شارك مع منتخب تركيا لكرة القدم. أما مع النوادي، فقد لعب مع فيريكوي ونادي قاسم باشا.

## وصلات خارجية
- جتين زيبيك على موقع الاتحاد الدولي (مؤرشف)  (الإنجليزية)
- جتين زيبيك على موقع اتحاد تركيا (لاعب) (الإنجليزية)
- جتين زيبيك على موقع قاعدة بيانات كرة القدم.إي يو (الإنجليزية)
- جتين زيبيك على موقع ناشيونال فوتبول تيمز (الإنجليزية)
- جتين زيبيك على موقع عالم كرة القدم.نت (الإنجليزية)